# Église Notre-Dame-de-la-Paix de Sorèze
Église Notre-Dame-de-l'Assomption de Sorèze
Pour les articles homonymes, voir église Notre-Dame-de-la-Paix.
L'église Notre-Dame-de-la-Paix de Sorèze est une église catholique située à Sorèze, en France.

## Localisation
L'église est située dans le département français du Tarn, sur la commune de Sorèze, avenue de Castres.

## Historique
La paroisse appartenait à l'ancien diocèse de Lavaur.
Les protestants ont occupé Sorèze en 1571 et de 1573 à 1580. Ils font de la ville une place forte en 1573 et rasent l'abbaye et l'église Saint-Martin ne lui laissant plus que le clocher au-dessus de l'abside.
N'ayant plus d'église paroissiale, les habitants de Sorèze vont occuper jusqu'en 1793 une des chapelles de l'abbatiale Notre-Dame-de-la-Paix reconstruite à partir de 1638 pour célébrer la messe. Jusqu'au début du XIXe siècle, l'abbatiale est considérée comme l'église paroissiale de Sorèze. Cependant cette église a eu à souffrir des dommages dus au temps et aux hommes. La municipalité va étudier plusieurs projets d'église mais qui n'ont pas été retenus.
La situation va changer avec l'arrivée du Père Lacordaire à l'abbaye-école de Sorèze en 1854. Ce dernier a offert 22 000 francs pour la construction de l'église ainsi que le terrain et les matériaux de l'ancienne abbatiale.
La construction de l'église a commencé en 1859 et, en 1862, un nouveau devis a été présenté pour des travaux supplémentaires. L'église a été consacrée le 26 juin 1864 par l'archevêque d'Albi, Jean-Joseph-Marie-Eugène de Jerphanion. Des travaux supplémentaires sont encore réalisés  en 1882-1883. Les marches de l'entrée de l'église sont remplacés par un perron en 1889.
La sépulture du Père Lacordaire a été placée en 1992 dans la chapelle se trouvant à la droite de l'entrée. La dalle funéraire est surmontée d'un buste réalisé par Jean-Marie Bonnassieux. Un tableau a été placé sur le mur à gauche, copie par Mme Fontanilles du tableau fait par Théodore Chassériau représentant le Père Lacordaire en habit dominicain devant la cloître de Sainte-Sabine à Rome et dont l'original est au musée du Louvre.

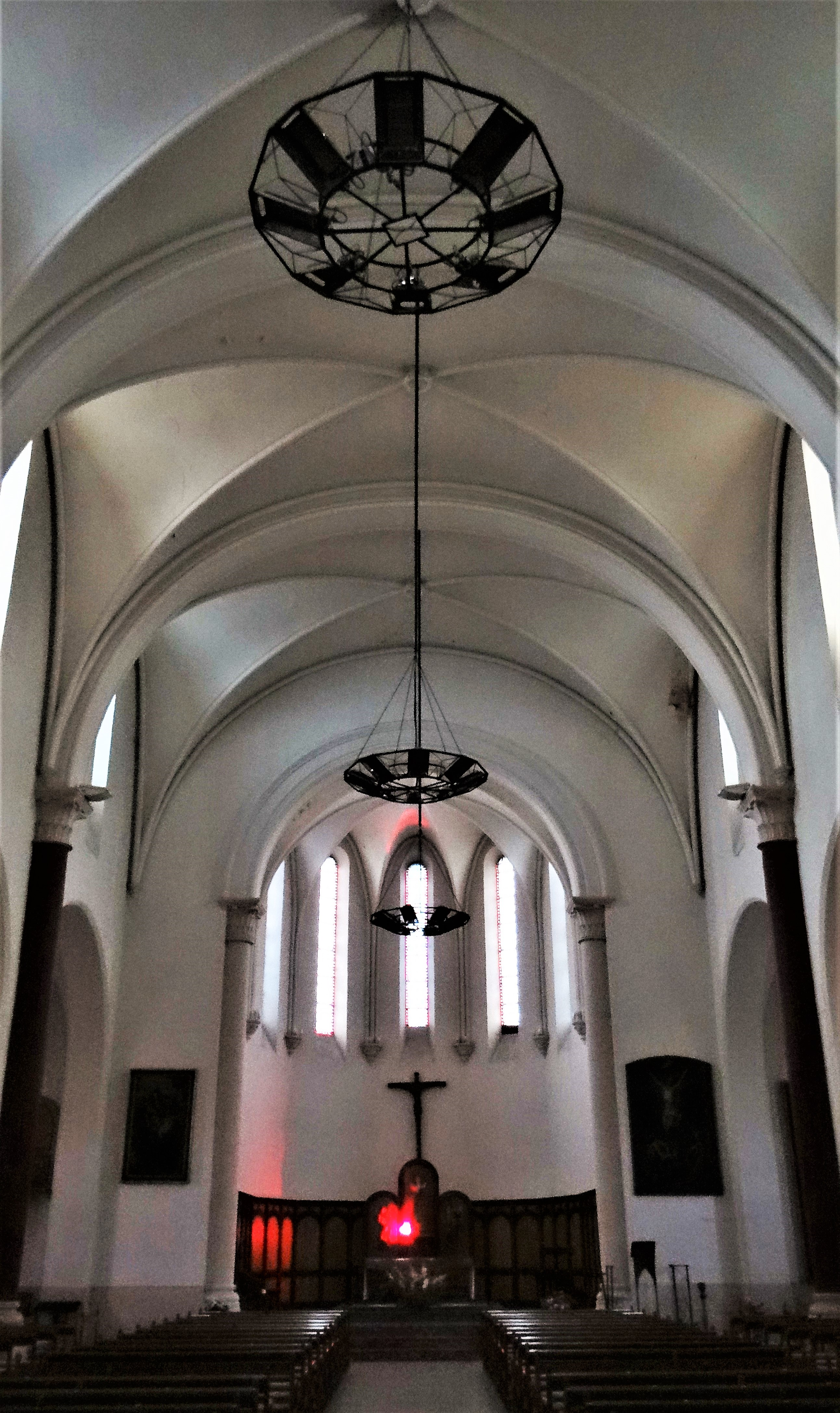
La nef centrale.
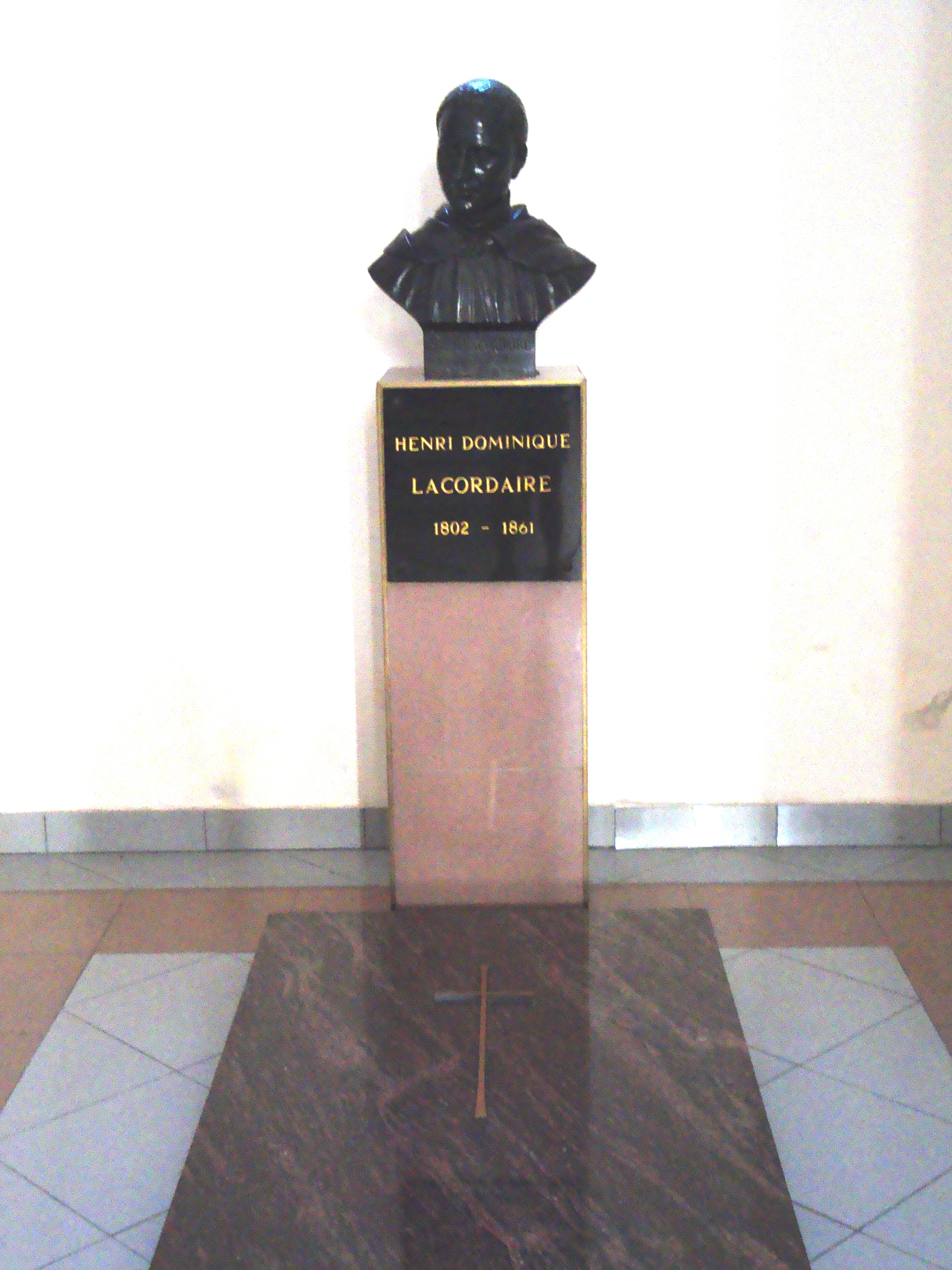
Sépulture du Père Lacordaire.

## Mobilier
L'église conserve plusieurs tableaux :
- La Mort de saint Martin, daté de 1817,
- Le Miracle des rose de sainte Élisabeth de Hongrie[3],[4], par Louis-Jean-Baptiste Bourdon de son tableau présenté au Salon de 1848.
- Assomption de Marie, attribué à l'atelier du peintre toulousain Guillaume-Joseph Roques.
- La Crucifixion, réalisé avant 1850.
- La Vierge au lys, toile de Jean-Pierre Rivalz, classée au titre objet en 1908[5].
- Saint François d'Assise, tableau de Mme Hellé Fonranilles († 2011).
- Le Bon Pasteur, non daté et non signé.

## Orgue

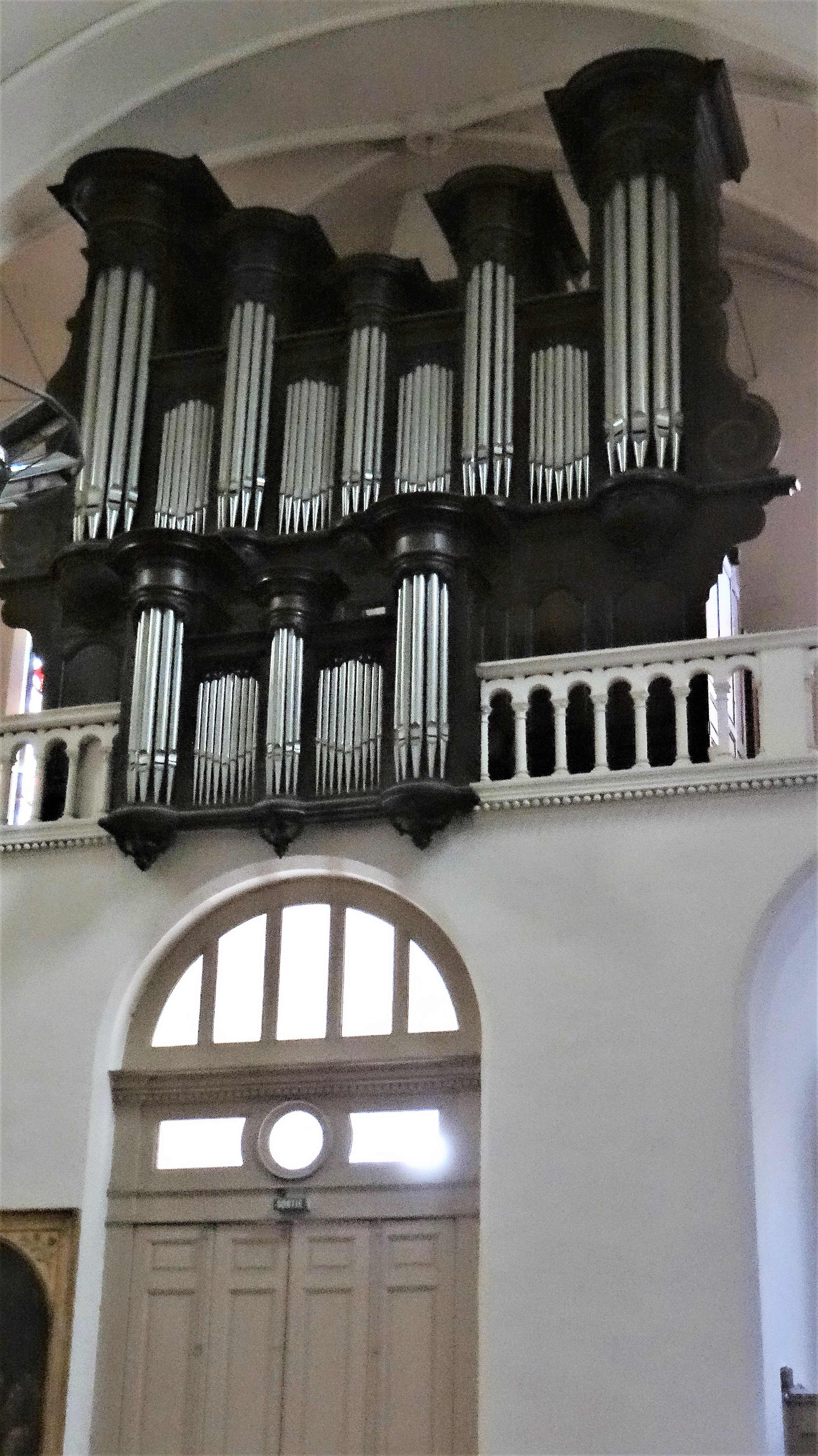
L'orgue

L'église possède l'orgue du XVIIIe siècle de l'abbatiale Notre-Dame-de-la-Paix. Il a été construite entre 1732 et 1735, probablement par le facteur d'orgues toulousain originaire de Pézenas, Pierre de Montbrun (1692-1748), élève de Christophe Moucherel. Il a été transféré en 1864 et remis en état en 1866 par le facteur d'orgue d'Albi, Thiébaut Maucourt. L'orgue a été classé monument historique au titre objet en 1995. Après une restauration, l'orgue a été inauguré en novembre 1999 par l'organiste François-Henri Houbart, ancien élève de l'école de Sorèze.
L'instrument a deux claviers et un pédalier sur lesquels se répartissent 26 jeux.